# Microphone à charbon

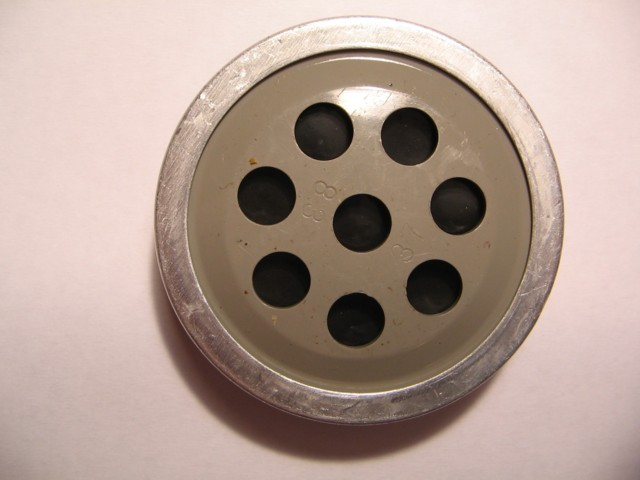
Microphone à charbon d'un téléphone.

Le microphone à charbon est un transducteur permettant de convertir un signal sonore en signal électrique. 
Il se compose d'une capsule contenant des granulés de charbon fermée par une membrane souple, où le charbon est maintenu entre deux plaques métalliques servant d'électrodes. Les petits morceaux de charbon agissent comme une résistance électrique variable : la vibration due à l'onde sonore comprime de façon variable les granules de carbone, provoquant un changement de géométrie et donc une variation de résistance.

## Utilisation
Ce type de microphone a été très utilisé en téléphonie pour sa bonne réponse en fréquence entre 200 et 3 000 Hz, idéale pour capter la voix humaine. Les premiers microphones des stations radios telles que la BBC utilisaient ce procédé. Ses avantages sont sa grande sensibilité, sa robustesse, sa faible impédance et son faible prix. Ils sont toutefois peu utilisés de nos jours, car ils génèrent beaucoup de bruit et leur réponse en fréquence est irrégulière ; ils ont souvent été remplacés dans les téléphones par les micros à électret, beaucoup plus petits et plus fiables.

## Controverse à propos de l'invention
La paternité du dispositif fait l'objet d'une controverse et est étroitement liée à l'invention du téléphone dans la deuxième moitié du XIXe siècle. 
En effet, à partir de 1878, David Edward Hughes, Thomas Edison et Emile Berliner revendiquent tous les trois l'invention du principe, mais seuls Edison et Berliner déposent tour à tour un brevet (dès son origine la téléphonie donna lieu à une véritable guerre des brevets). En 2001, le Congrès Américain désignera Antonio Meucci, un immigré italien arrivé à New York en 1850, comme son réel inventeur.